# Palacio Anichkov

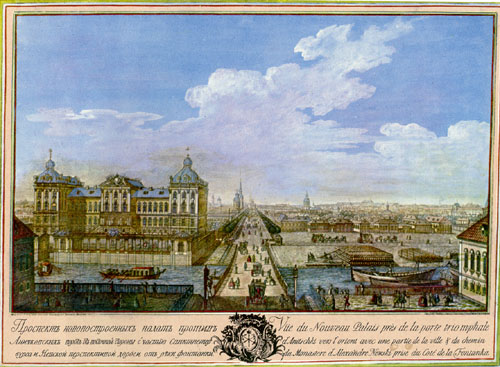
Puente de Aníchkov y Palacio de Aníchkov en 1753.

El palacio Aníchkov (del ruso: Ани́чков дворе́ц) es un antiguo palacio imperial de Rusia erigido en la antigua capital imperial de San Petersburgo, en la intersección de la perspectiva Nevski y la Fontanka.

## Historia
El Palacio, se encuentra en tierras que pertenecían originalmente a Antonio de Vieira, uno de los extranjeros que formaban parte del círculo íntimo de Pedro I el Grande. El edificio toma su nombre del cercano puente Aníchkov, que cruza la Fontanka en este sitio. Diseñado para la emperatriz Isabel de Rusia en un deslumbrante estilo barroco, el Palacio llegó a ser conocido como el más imponente residencia privada de la época isabelina. Algunos sugieren como arquitectos a Francesco Bartolomeo Rastrelli y Mijaíl Zemtsov, responsable del diseño, aunque todavía no está probado. La fachada que enfrenta con el río Fontanka, tomó su nombre y originalmente estaba conectada a él por un canal.
Las obras de construcción duraron trece años y, cuando finalmente fueron completadas en 1754, fue ofrecido por la emperatriz a su favorito y probable marido, conde Alekséi Razumovski. Después de la muerte de este último, el Palacio fue restituido a las posesiones imperiales, pero inmediatamente fue ofrecido por Catalina II a su favorito, el Príncipe Potiomkin, en 1776. El arquitecto Iván Stárov, fue encargado en 1778-1779 para hacer grandes modificaciones a fin de convertirlo en un edificio neoclásico. El Palacio fue dotado en ese momento de un jardín de estilo inglés diseñado por William Hould.
Tras la muerte de Potiomkin, el Palacio fue restaurado a la corona y adaptado para acomodar el gabinete de su Majestad Imperial. Las últimas modificaciones importantes fueron realizadas durante el reinado del emperador Alejandro I por Giacomo Quarenghi, quien hizo la sala del gabinete imperial a lo largo de la Avenida Nevski. La estructura de esta última edificación se hizo en un estilo neoclásico riguroso, que para algunos no encaja bien con el resto de la obra original de Rastrelli. Tres años más tarde, Alejandro I otorgó el Palacio a su hermana, la gran duquesa Elena Pávlovna Románova, que fue más tarde la gran duquesa de Mecklemburgo-Schwerin por su matrimonio con el Príncipe heredero Federico Luis de Mecklemburgo-Schwerin. Varios arquitectos trabajaron en el edificio desde entonces y sus interiores fueron continuamente renovados.

## El Palacio en elsigloXX
El futuro Alejandro III da nueva vida al Palacio, asegurando su resurgimiento en una variedad de  históricos estilos. Fue allí donde su hijo, el último zar de Rusia Nicolás II, pasó su infancia. 
También fue el escenario de numerosas fiestas familiares, incluyendo la boda de la sobrina de Nicolás, la gran duquesa Irina Alexándrovna, con el  Príncipe Félix Yusúpov en 1914. A menudo se dice que la familia del último zar prefería los acogedores apartamentos del Palacio Aníchkov a la vastedad de su residencia oficial, el Palacio de Invierno. Su madre, María Fiódorovna, continuó teniendo derecho de residencia en el Palacio hasta la revolución de febrero, aunque ella se había trasladado a Kiev fuera de San Petersburgo. Después de la revolución el Ministerio de Aprovisionamiento se trasladó a este lugar.
Tras la revolución de octubre, el Palacio Aníchkov fue nacionalizado y se convirtió en un museo de la ciudad de San Petersburgo. Desde 1934, se convirtió en el Palacio de Jóvenes Pioneros y acogió a más de cien clubes de jóvenes y 10 000 niños. Hoy, a pesar de que hay un pequeño museo en el Palacio, que normalmente no puede ser visitado por los turistas, sus habitaciones se alquilan para recepciones.

## Galería de imágenes

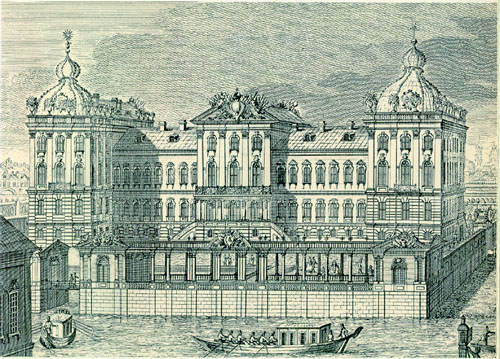
Palacio Aníchkov en 1750.
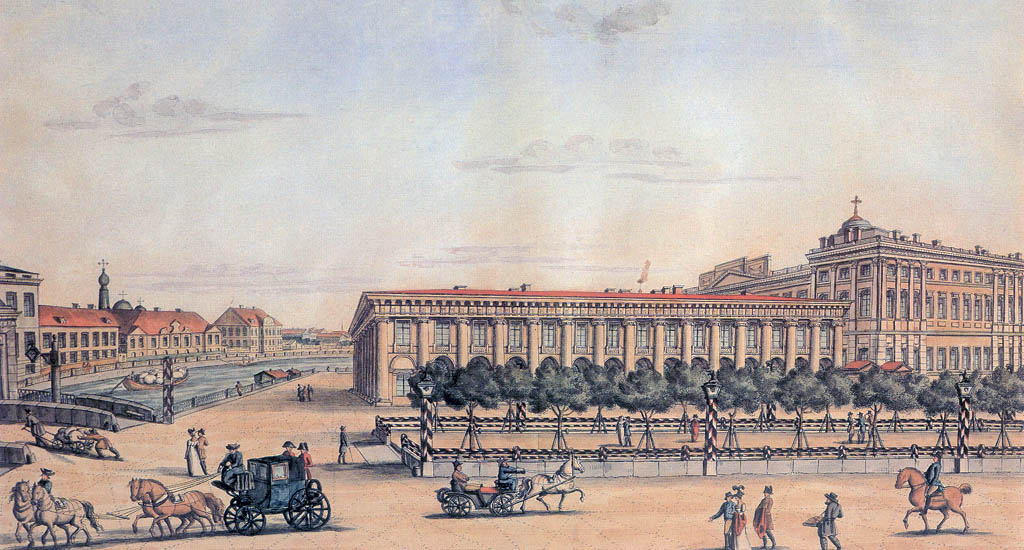
Palacio Aníchkov en 1814.
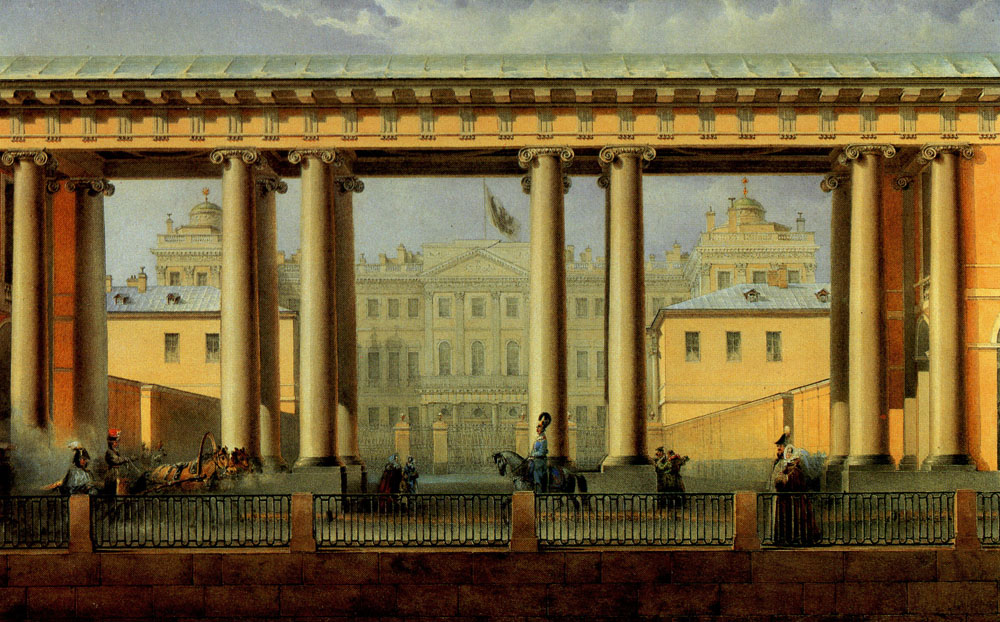
Palacio Aníchkov en 1830, después de su renovación neoclásica.
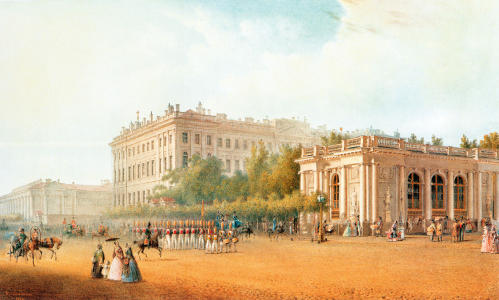
Palacio Aníchkov en 1862.
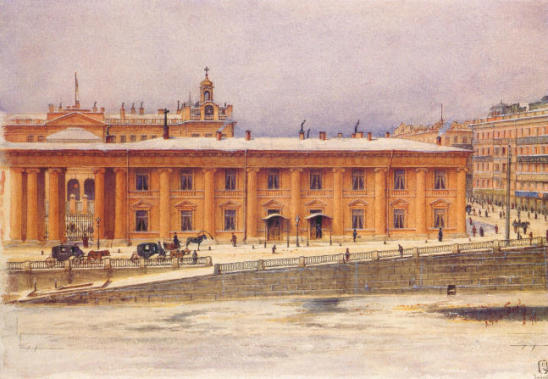
Palacio Aníchkov en 1894.
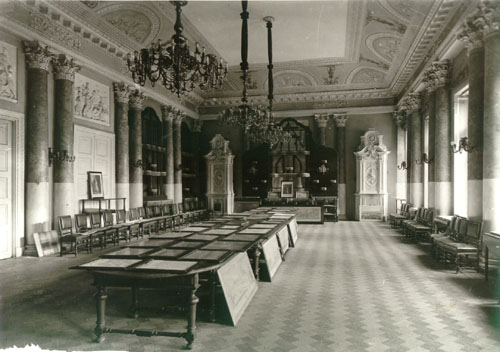
Interior del palacio. Sala de las columnas en 1911.
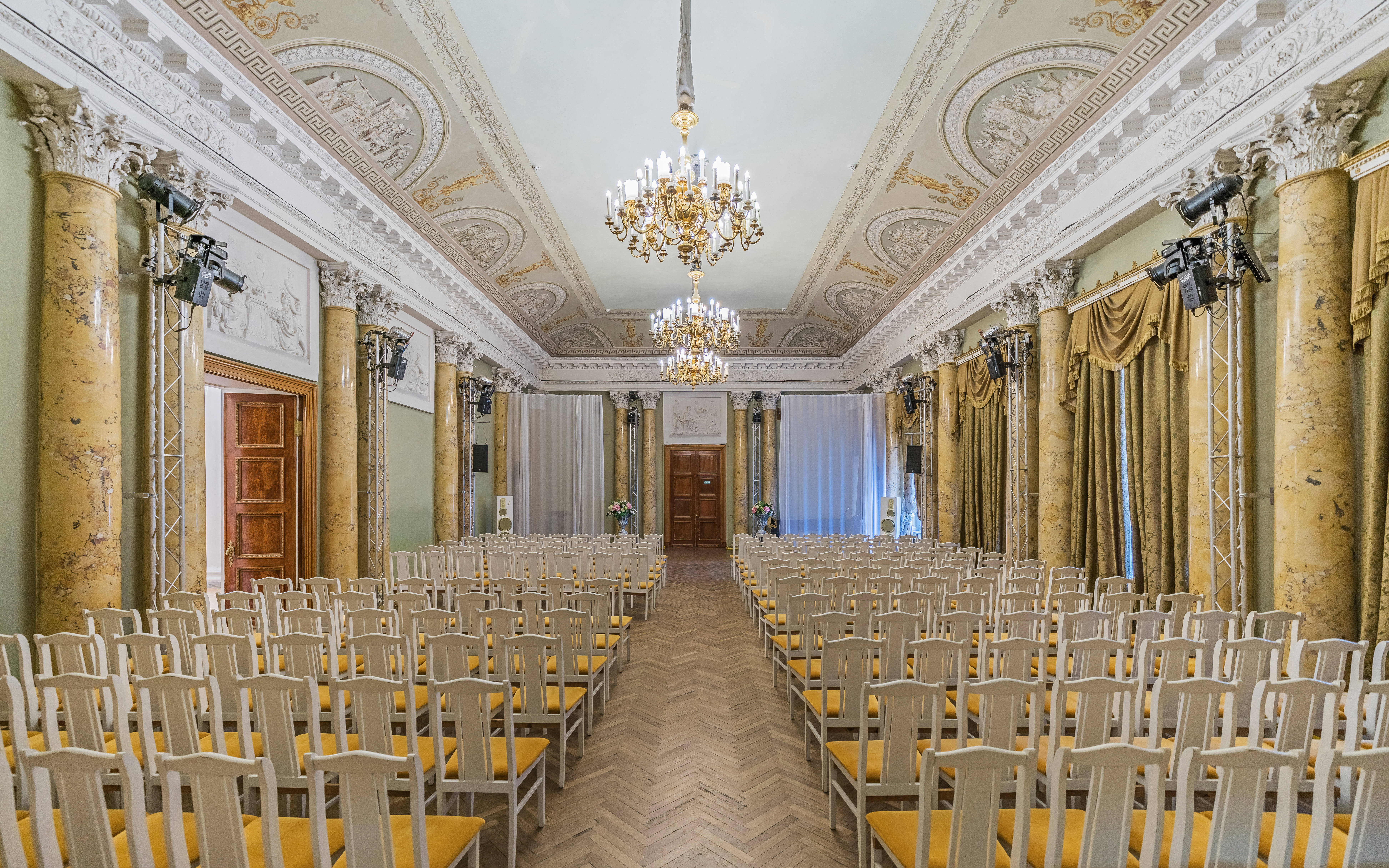
Interior del palacio. Sala de las columnas en 2019.